# عدالة باني كينغ
عدالة باني كينغ (بالإنجليزية: The Justice of Bunny King)‏ هو فيلم نيوزيلندي من إخراج المُخرجة غايسورن ثافات، وبطولة كل من الممثلة الأسترالية إيسي ديفيس، والممثلة النيوزلندية توماسن ماكنزي. وكان الفيلم أول إخراج سينمائي طويل للمُخرجة ثافات. وقد عُرِضَ الفيلم لأول مرة في 29 يوليو 2021.

## وصلات خارجية
- عدالة باني كينغ  في قاعدة بيانات الأفلام على الإنترنت (بالإنجليزية)